# Тайрос-7
Тайрос-7 (англ. TIROS 7, Television and InfraRed Observation Satellite — укр. Супутник телевізійного й інфрачервоного спостереження), інші назви Тайрос-Джі (англ. Tiros-G), Ей-52 (англ. A-52, Applications — укр. Застосування) — американський метеорологічний супутник.
Супутник випробовував експериментальну телевізійну техніку й інфрачервоні пристрої.
За час роботи апарат передав 125 331 зображення хмар.

## Опис
Апарат був призмою з вісімнадцятикутною основою з алюмінієвого сплаву і нержавіючої сталі діаметром 107 см, висотою 48 см, масою 130 кг. На зміцнені нижній основі розташовувалась більшість систем. Нагорі розташовувалась антена для прийому наземних команд. В нижній частині діагонально відносно основи розташовувались чотири дипольні антени для передачі телеметрії на частоті 235 МГц. Згори і з боків апарат був вкритий 9200 сонячними елементами розміром 1×2 см, що використовувались для заряджання 21 нікель-кадмієвої батареї. Навколо нижньої основи було змонтовано п'ять діаметрально опозитних пар невеликих твердопаливних двигунів для підтримки швидкості обертання 8-12 обертів на хвилину, що стабілізувало апарат в польоті. Вісь обертання була зорієнтована з точністю 1—2 градуси завдяки використанню магнітного контролю висоти, для чого було використано 250 витків дроту навколо зовнішньої поверхні апарата. Взаємодія між індукцією магнітного поля супутника і магнітного поля Землі створювала необхідний момент сили для орієнтації.
Супутник мав дві телевізійні камери з відиконами діаметром 1,27 см, середнього і широкого кутів огляду, для фіксації зображень хмарного покриву Землі. Зображення в зонах прийому передавались на приймальні наземні станції, під час несприятливої погоди і поза станціями дані записувались на бортовий плівковий магнітофон для передачі згодом. Додатково апарат мав п'ятиканальний сканувальний інфрачервоний радіометр із середньою роздільною здатністю і всеспрямований радіометр для вимірювання випромінювання Землі й атмосфери.
Система управління польотом стежила за збільшення ефективності роботи сонячних елементів і телевізійних камер, а також захищала п'ятиканальний інфрачервоний радіометр від тривалого перебування під прямими сонячними променями.

## Політ
19 червня 1963 року о 09:50 UTC ракетою-носієм Тор-Дельта/Дельта з космодрому Мис Канаверал відбувся запуск апарата Тайрос-7.
31 грудня 1965 року апарат припинив нормальну роботу і далі працював нерегулярно.
3 лютого 1968 року апарат припинив нерегулярну роботу, після цього 1,5 року використовувався для отримання інженерних даних.
3 червня 1968 року супутник було відключено.
3 червня 1994 року після 11'307 діб або 30,96 року апарат зійшов з орбіти і згорів у атмосфері.